# 特里努姆
特里努姆（德語：Trinum）是德国萨克森-安哈尔特州安哈尔特-比特费尔德县的村庄和旧市镇。自2010年1月1日起，特里努姆成为奥斯特宁堡兰的城区。